# Omar de la Cruz
Jesús Omar de la Cruz (Santo Domingo, República Dominicana; 5 de noviembre de 1979) es un artista marcial mixto dominicano que compitió en la división de peso wélter de Bellator MMA.

## Primeros años
Omar de la Cruz es cinturón negro de cuarto grado en Taekwondo y ha practicado el arte marcial coreano durante 16 años, compitiendo principalmente en competencias de contacto completo.
En 2001 conoció el jiu-jitsu brasileño, ascendiendo constantemente hasta el rango de cinturón marrón bajo el cinturón negro dominicano de primer grado Abraham Tabar.

## Carrera de artes marciales mixtas

### Bellator Fighting Championship
Omar firmó con la, entonces llamada, Bellator Fighting Championships, y participa en un torneo que comenzó el 10 de abril de 2009. El primer oponente de Omar fue el previamente invicto Víctor Meza, quien llegaba con una racha ganadora invicta de nueve peleas. Cruz ganó por decisión unánime luego de dominar en las tres rondas.
La segunda pelea de Cruz para Bellator sería contra Dave Menne. La pelea fue una semifinal del torneo y tuvo lugar en Bellator 7. La pelea comenzó con Menne corriendo hacia Cruz, asegurándose y finalmente aterrizando en la cima después de un derribo. Omar trabajó en su guardia, defendiendo eficazmente los golpes que venían desde arriba. Momentos después, logrando ponerse de pie, conectó un directo a la barbilla de Menne y lo envió a la lona. Cruz ganó la pelea con varias patadas y puñetazos que resultaron en un nocaut técnico en el primer asalto.
En la final de peso welter de Bellator que tuvo lugar en Bellator 11, Omar luchó contra Lyman Good. Cruz fue derrotado por Good por nocaut técnico al comienzo del primer asalto, perdiendo su intento por el título de peso welter de Bellator.

### Sengoku
El 20 de junio de 2010 en el evento Sengoku 13, ingresó al Gran Premio de Peso Welter, luego de sufrir una intoxicación alimentaria y fiebre desde que llegó a Japón su equipo decidió no cancelar la pelea y luego de luchar para dar el peso y no poder recuperarse del corte de peso que perdió ante Keita Nakamura por nocaut técnico en el segundo asalto. Fue su última pelea antes de retirarse del deporte.

## Récord de artes marciales mixtas
| Récord profesional | Récord profesional | Récord profesional |
| 10 peleas          | 6 victorias        | 4 derrota          |
| ------------------ | ------------------ | ------------------ |
| Nocaut             | 2                  | 3                  |
| Sumisión           | 2                  | 0                  |
| Decisión           | 2                  | 1                  |

| Resultado | Récord | Oponente       | Método                      | Evento                                         | Fecha                    | Ronda | Tiempo | Localización            | Notas                                        |
| --------- | ------ | -------------- | --------------------------- | ---------------------------------------------- | ------------------------ | ----- | ------ | ----------------------- | -------------------------------------------- |
| Derrota   | 6–4    | Keita Nakamura | TKO (puñetazos)             | SRC 13                                         | 20 de junio de 2010      | 2     | 3:53   | Tokio                   | Primera ronda del Grand Prix de Peso Wélter. |
| Victoria  | 6–3    | Prince McLean  | TKO (paro médico)           | C3 Fights - Knockout-Rockout Weekend 2         | 17 de abril de 2010      | 2     | 1:30   | Clinton, Oklahoma       |                                              |
| Derrota   | 5–3    | Lyman Good     | TKO (puñetazos)             | Bellator 11                                    | 12 de junio de 2009      | 1     | 1:47   | Uncasville, Connecticut | Final del torneo de Peso Wélter.             |
| Victoria  | 5–2    | Dave Menne     | TKO (puñetazos)             | Bellator 7                                     | 15 de mayo de 2009       | 1     | 3:19   | Chicago, Illinois       | Semifinal del torneo de Peso Wélter.         |
| Victoria  | 4–2    | Victor Meza    | Decisión (unánime)          | Bellator 2                                     | 10 de abril de 2009      | 3     | 5:00   | Uncasville, Connecticut | Cuartos de final del torneo de Peso Wélter.  |
| Victoria  | 3–2    | Jason Potter   | Sumisión (armbar)           | Alianza National Full Contact 2                | 8 de agosto de 2008      | 1     | 1:16   | Santo Domingo           |                                              |
| Victoria  | 2–2    | Aaron Barrios  | Decisión (unánime)          | Total Combat 27                                | 22 de marzo de 2008      | 3     | 5:00   | Yuma, Arizona           |                                              |
| Derrota   | 1–2    | Marcelo Brito  | Decisión (dividida)         | MMAC                                           | 12 de mayo de 2007       | 3     | 5:00   | Washington D. C.        |                                              |
| Victoria  | 1–1    | Seth Horn      | Sumisión (rear-naked choke) | Alianza National Full Contact 1                | 10 de marzo de 2007      | 2     | 4:38   | Santo Domingo           |                                              |
| Derrota   | 0–1    | Johnny Iwasaki | KO (golpe)                  | Pro Contact Martial Arts - Choque de Campeones | 15 de septiembre de 2005 | 1     | 0:25   | Lima                    |                                              |